# Traité de Lille

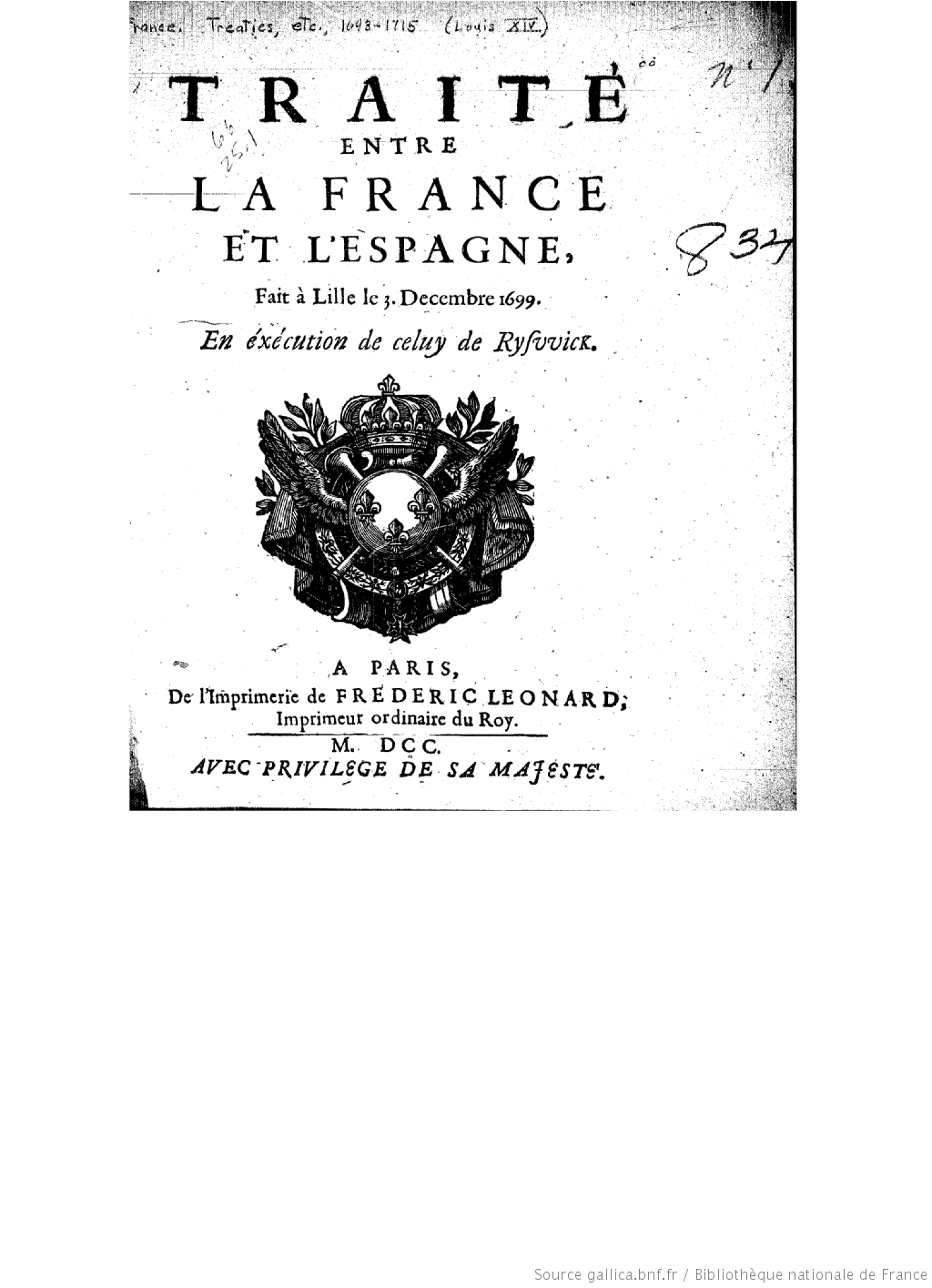
Impression du traité

Le traité de Lille est un traité conclu à Lille le 3 décembre 1699  entre la France et l'Espagne en application du traité de Ryswick, déterminant le sort des villes et villages occupés par la France dans le cadre de la politique des Réunions que l'Espagne conteste. 
Par ce traité, la France rend Renaix et Watervliet à l'Espagne mais l'Espagne accepte de reconnaître la souveraineté de la France sur Merville, La Motte-aux-Bois, Templemars, Vendeville, Roulers et Lo ainsi que diverses places fortes comme Givet par exemple.

## Sources
- Voir bibliographie